# ENERGA反坦克槍榴彈
ENERGA反坦克槍榴彈（英語：ENERGA anti-tank rifle grenade）是一款於1950年代初研製、由填充巴里斯太火藥的空包彈所推動的尾翼穩定式反坦克22毫米槍榴彈。ENERGA這個名字來自設計它的列支敦士登的公司，總部設在瓦都茲的發明及工商業應用開發研究所（英語：Anstalt für die ENtwicklung von ERfindungen und Gewerblichen Anwendungen）。
該槍榴彈最初於1950年代由比利时梅卡爾公司所生產，並且在歐洲軍隊部署在前線上使用，直到被M72 LAW等一次性管射式反坦克火箭彈發射器所取代。雖然已不再生產，該槍榴彈的庫存卻仍然存在，ENERGA槍榴彈目前甚至仍然在第三世界國家服役。南非阿姆斯科公司亦在ENERGA槍榴彈以上，生產了其改進型R1M1。
最初的ENERGA槍榴彈可在直角（90度）的撞擊角度以下，貫穿200毫米（7.87英吋）的軋壓均質裝甲或是500毫米（19.6英寸）的混凝土。在45度的撞擊角度以下，數字分別下降至100毫米（3.94英吋）和250毫米（9.84英吋）。其破片的殺傷範圍則是90公尺（98.43码，295.28英尺）。
超級ENERGA裝上了火箭助推器，將槍榴彈的射程延伸至550公尺。超級ENERGA可以貫穿厚達275毫米（10.83英吋）的軋壓均質裝甲和600毫米（23.62英吋）的混凝土。

## 在美國服役
在朝鲜战争初期，美军發現他們自第二次世界大战起採用的M9反坦克槍榴彈對T-34中型坦克的正面裝甲無效。這使得從1950年到1960年間，美國啓動了緊急反制措施，採用自行生產的ENERGA版本，即M28槍榴彈。M28最初是由梅卡爾公司所專有的T119（改進自M1「加兰德」）和T120（改進自M1卡宾枪）兩款發射器所發射的。但是，該槍榴彈發射器與原始型M7發射器存在相同的問題，而且M28槍榴彈從M7A2發射時並不准確，因而對M7A2發射器進行了簡單的重新設計。從1952年9月起，T119很快就被改進的M7A3槍榴彈發射器（裝設於M1「加兰德」）所取代。M28最終被美軍以M31反坦克槍榴彈所取代，而後者以後亦被M72 LAW火箭彈所取代。而M29 TP（打靶訓練彈）則仍在使用，直到1961才年由改進的M31 TP所取代。

## 在英國服役
在英國服役的ENERGA被命名為94號反坦克槍榴彈（ENERGA）（Anti-Tank Grenade, No. 94 (ENERGA)）。它被設計為藉由裝上Mark 5（c.1952）發射器附件的李-恩菲爾德No. 4步槍所射出。雖然其後的L1A1自動裝填步槍亦可用以發射ENERGA，但這種情況並不常見。在英國的它倆其後就被84毫米L14A1中型反坦克武器（MAW）和66毫米M72輕型反坦克武器（LAW）所取代。
從1952年起取代PIAT以後，ENERGA就發配給英國駐萊茵河陸軍的步兵部隊。在步兵排以內為每人發配一枚NERGA，平時掛在腰帶以上，並且在使用時藉裝上了Mark 5發射器的李-恩菲爾德No. 4步槍所發射；其後改為在槍口以上裝上了類似的發射器的L1A1自動裝填步槍所發射。

## 在南非服役
1970年代至80年代，南非边境战争期間，南非使用其75毫米R1M1版本。它倆藉由R1（FN FAL的英制式本土生產型）制式步槍所發射。

## 在孟加拉國服役
受過印度訓練的孟加拉民族解放軍成員大量使用ENERGA槍榴彈。

## 在荷蘭服役
荷蘭生產了ENERGA的三種版本：NR4是實彈、NR5是惰性訓練榴彈，而NR18則是在塑料鼻錐以內裝有白色白堊的訓練榴彈，在撞擊時破碎並且在目標以上留下打擊的痕跡。

## 在比利時服役
ENERGA亦被發現在比利時國防軍服役。它既可藉由FN FAL，又可以FN 1949（SAFN）所發射。比利時還生產了一款惰性訓練槍榴彈，命名為AT GR PRAC 75毫米。

## 衍生型及其性能
| 衍生型     | 長度                     | 重量               | 填充的爆裂物               | 装甲貫穿力（估算值） | 最大射程            | 有效射程            |
| ---------- | ------------------------ | ------------------ | -------------------------- | -------------------- | ------------------- | ------------------- |
| ENERGA     | 395毫米（15.55英吋）     | 645克（22.75安士） | 331克（11.68安士）RDX與TNT | 200毫米（7.87英吋）  | 300公尺（328.08碼） | 100公尺（109.36碼） |
| NR4        | 395毫米（15.55英吋）     | 645克（22.75安士） | 331克（11.68安士）RDX與TNT | 200毫米（7.87英吋）  | 300公尺（328.08碼） | 100公尺（109.36碼） |
| 超級ENERGA | 425毫米（16.73英吋）     | 765克（26.98安士） | 314克（11.08安士）PETN     | 275毫米（10.83英吋） | 550公尺（601.49码） | 200公尺（218.72码） |
| 丹尼爾R1M1 | 大約425毫米（16.73英吋） | 720克（25.4安士）  | RDX與Wax，重量不明         | 275毫米（10.83英吋） | 375公尺（410.1码）  | 75公尺（82.02码）   |

## 使用國
- 比利时
- 荷蘭
- 南非
- 英国
- 美国

## 資料來源
1. ↑  . Brevets-patents.ic.gc.ca. 1964-10-20  [2013-03-31]. （原始内容存档于2012-02-19）.
2. ↑  . Ordatamines.maic.jmu.edu.   [2013-03-31]. （原始内容存档于2012-07-18）.
3. ↑  . Wk2ammo.com.   [2013-03-31]. （原始内容存档于2011-09-02）.
4. 1 2  Heitman, Helmoed-Römer. . Cape Town: Struik Publishers. 1988. ISBN 0-86977-637-1.
5. ↑  Copyright 2001-2005 Inert-Ord.Net. . Inert-Ord.net.   [2013-03-31]. （原始内容存档于2013-02-21）.
6. ↑  Wade, David E.  (PDF). benning.army.mil. The Infantry School, Fort Benning, Georgia, United States. 1956-01-30  [2017-12-27]. （原始内容存档 (PDF)于2017-02-19）. 當使用M28槍榴彈時，能夠貫穿8英吋的均質裝甲板，最大有效射程為100碼。（When the Rifle Grenade M28 is used there is a capability of penetrating eight inches of homogenous armor plate at a maximum effective range of 100 yards.）
7. ↑  LEXPEV. . Lexpev.nl.   [2013-03-31]. （原始内容存档于2016-03-04）.
8. ↑  JIW, p.429.
9. ↑  . Popernack.com.   [2013-03-31]. （原始内容存档于2013-06-11）.
10. ↑  . Oai.dtic.mil.   [2013-03-31]. （原始内容存档于2012-02-27）.

## 伸延閱讀
- Ian Hogg. Jane's Infantry Weapons 1984-85, London: Jane's Publishing Company Ltd., 1984.

## 外部連結
- （英文）—Energa photos and information（页面存档备份，存于）